# ميشيل بيرجي
ميشيل بيرجي (بالفرنسية: Michel Berger)‏ هو مغن مؤلف وملحن ومغني وعازف بيانو فرنسي، ولد في 28 نوفمبر 1947 في نويي-سور-سين في فرنسا، وتوفي في 2 أغسطس 1992 في راماتويال في فرنسا بسبب نوبة قلبية.

## وصلات خارجية
- ميشيل بيرجي على موقع IMDb (الإنجليزية)
- ميشيل بيرجي على موقع ألو سيني (الفرنسية)
- ميشيل بيرجي على موقع ميوزك برينز (الإنجليزية)
- ميشيل بيرجي على موقع أول ميوزيك (الإنجليزية)
- ميشيل بيرجي على موقع ديسكوغز (الإنجليزية)
- ميشيل بيرجي على موقع ديسكوغز (الإنجليزية)
- ميشيل بيرجي على موقع ديسكوغز (الإنجليزية)
- ميشيل بيرجي على موقع قاعدة بيانات الفيلم (الإنجليزية)
- ميشيل بيرجي على موقع كينوبويسك (الروسية)